# Rodi Kratsa-Tsagaropoulou

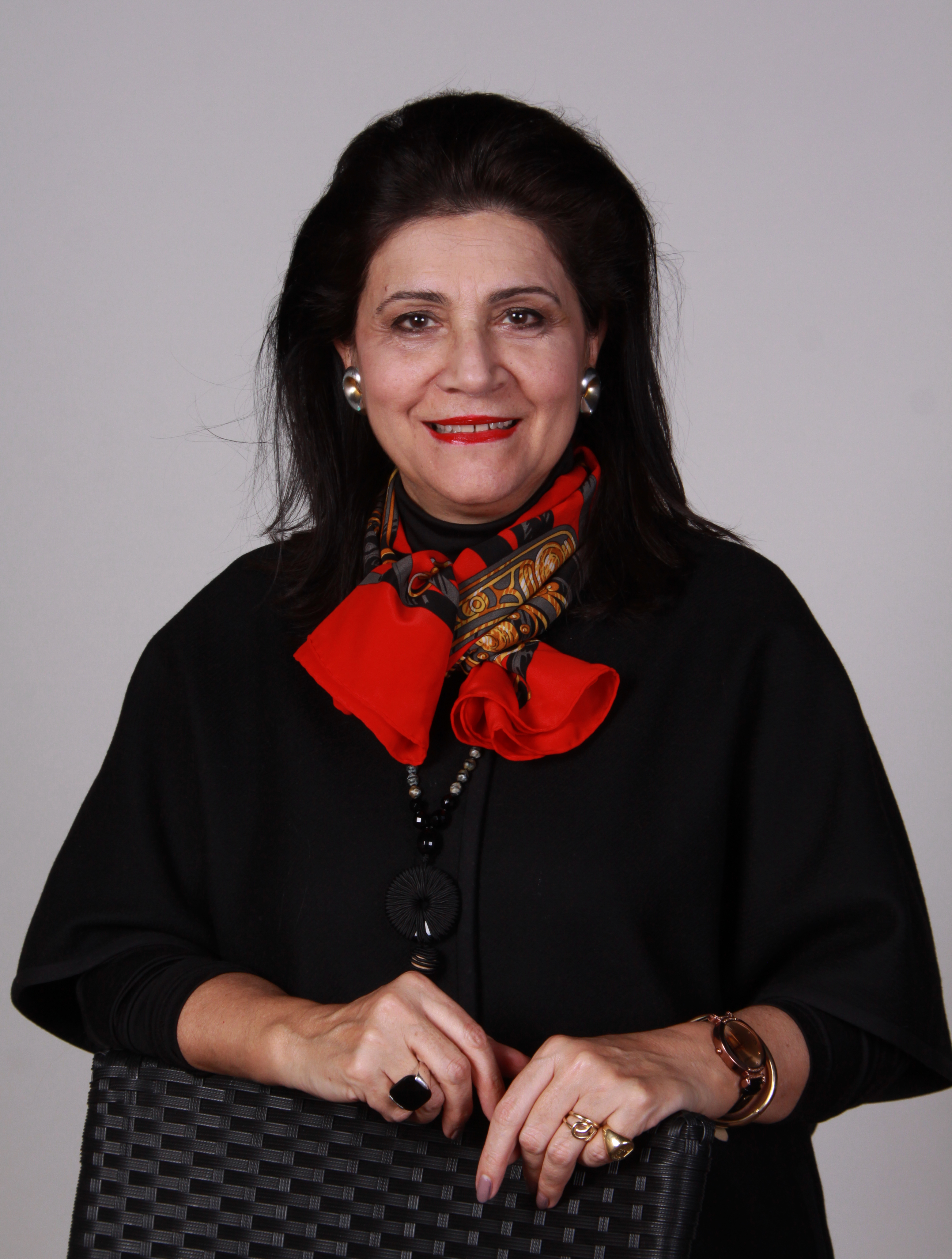
Rodi Kratsa-Tsagaropoulou

Rodi Kratsa-Tsagaropoulou (griechisch Ρόδη Κράτσα-Τσαγκαροπούλου, * 15. April 1953 in Zakynthos) ist eine griechische Politikerin der konservativen Partei Nea Dimokratia (ND) und Mitglied. Von 2007 bis Januar 2012 war sie Vizepräsidentin des Europäischen Parlaments.

## Leben
Kratsa-Tsagaropoulou studierte Soziologie mit Schwerpunkt Politische Soziologie an der Universität Genf und absolvierte dort einen Postgraduiertenstudiengang am Institut für Europawissenschaften. Sie nahm auch an den Aktivitäten des Europäischen Kulturzentrums in Genf teil, in dessen Vorstand sie 2004 Mitglied wurde. Ab 1987 nahm Kratsa-Tsagaropoulou verschiedene Parteiämter in der ND ein; unter anderem war sie Mitglied des Sekretariats für internationale Beziehungen, des Sekretariats für lokale Selbstverwaltung und des Sekretariats für Frauenangelegenheiten. 1998 wurde sie in Athen zur Stadträtin gewählt.
Bei der Europawahl 1999 gewann Kratsa-Tsagaropoulou erstmals einen Sitz im Europäischen Parlament, wo sie sich wie alle ND-Mitglieder der Fraktion der Europäischen Volkspartei anschloss. Bei den Europawahlen 2004 und 2009 wurde sie jeweils wiedergewählt. Von Januar 2007 bis Januar 2012 war sie Vizepräsidentin des Parlaments.
Während ihrer Zeit als Abgeordnete war Kratsa-Tsagaropoulou Mitglied verschiedener Parlamentsausschüsse: In der Legislaturperiode 2004–09 im Ausschuss für Verkehr und Fremdenverkehr, im Ausschuss für Haushaltskontrolle und im Ausschuss für die Rechte der Frau und die Gleichstellung der Geschlechter; in der Legislaturperiode 2009–14 im Gleichstellungsausschuss sowie im Ausschuss für Wirtschaft und Währung. Zu den Bereichen, in denen sich Kratsa-Tsagaropoulou in diesen Ausschüssen engagierte, zählten der Meeresschutz, die Gleichstellung der Geschlechter sowie die Euro-mediterrane Partnerschaft. Von 2004 bis 2009 war sie Mitglied der Euromediterranen Parlamentarischen Versammlung, die auch in ihren Aufgabenbereich als Vizepräsidentin fiel. Außerdem war sie als Vizepräsidentin für den Vermittlungsausschuss im Rahmen des Mitentscheidungsverfahrens zuständig.
Zudem ging Kratsa-Tsagaropoulou zivilgesellschaftlichen Aktivitäten nach. So war sie 1989 Mitbegründerin und Vorsitzende des Europäischen Zentrums für Kommunikation und Information in Athen, 1998 wurde sie stellvertretende Vorsitzende der griechischen Sektion der Europäischen Bewegung. Zudem war sie Mitbegründerin der griechischen Sektion der Union der Europäischen Föderalisten. Seit 1999 ist sie Vorsitzende der in Brüssel ansässigen Internationalen Organisation für die Unterstützung der Frauen in Europa. Für ihre Tätigkeiten erhielt Kratsa-Tsagaropoulou verschiedene Auszeichnungen: Unter anderem wurde sie 2004 Chevalier der französischen Ehrenlegion für ihren Beitrag zur europäischen Integration, 2007 erhielt sie den Preis der Anna-Lindh-Stiftung für Geschlechtergleichstellung. 2008 wurde sie vom griechisch-orthodoxen Patriarchen Theophilos III. von Jerusalem zur Ritterin des Heiligen Grabes ernannt.
Kratsa-Tsagaropoulou ist mit Apostolos Kratsas verheiratet, einem früheren griechischen Abgeordneten sowie Verkehrsminister der ND. Das Paar hat zwei Kinder.